# Bludov (hrad)
Bludovský hrad byl středověké sídlo a opevnění. Jeho zbytky se nacházejí v katastru obce Bludov v okrese Šumperk na severu Olomouckého kraje. Během 19. století byly kameny ze zříceniny použity k výstavbě nové zpevněné cesty z Bludova přes Bludoveček do Šumperka. Zbytky hradu jsou od roku 1964 chráněny jako kulturní památka České republiky.

## Historie
Bludovský hrad byl založen Bludem z Bludova, legendárním praotcem Žerotínů. Místo bylo opevněno Bludem III. ve třináctém století. Hrad byl vypálen uherským vojskem během česko-uherských válek.
Z hradu se dochovaly drobné zbytky sklepů a hradní příkop. Statek, který zásoboval hrad, je dnes znám jako Bludoveček. Parcela pod bývalým hradem je vlastněna potomky zakladatele, rodinou Mornstein-Zierotin.